# Manti
Pour les articles homonymes, voir Manti (homonymie).
La ville de Manti (en anglais [ˈmæntaɪ]) est le siège du comté de Sanpete, dans l’État de l’Utah, aux États-Unis. Sa population s’élevait à 3 276 habitants lors du recensement de 2010, estimée à 3 396 habitants en 2016.

## Histoire
Manti a été fondée en 1849 par des pionniers mormons envoyés par Brigham Young.

## Démographie
| Groupe            | Manti | Utah | États-Unis |
| ----------------- | ----- | ---- | ---------- |
| Blancs            | 94,5  | 86,1 | 72,4       |
| Métis             | 2,1   | 2,7  | 2,9        |
| Autres            | 1,7   | 6,0  | 6,4        |
| Amérindiens       | 1,0   | 1,2  | 0,9        |
| Afro-Américains   | 0,4   | 1,1  | 12,6       |
| Asiatiques        | 0,3   | 2,0  | 4,8        |
| Océano-Américains | 0,1   | 0,9  | 0,2        |
| Total             | 100   | 100  | 100        |
|                   |       |      |            |
| Latino-Américains | 4,6   | 13,0 | 16,7       |

Selon l'American Community Survey pour la période 2010-2014, 97,13 % de la population âgée de plus de 5 ans déclare parler l'anglais à la maison, 2,21 % déclare parler l'espagnol et 0,66 % une autre langue.

## Galerie photographique

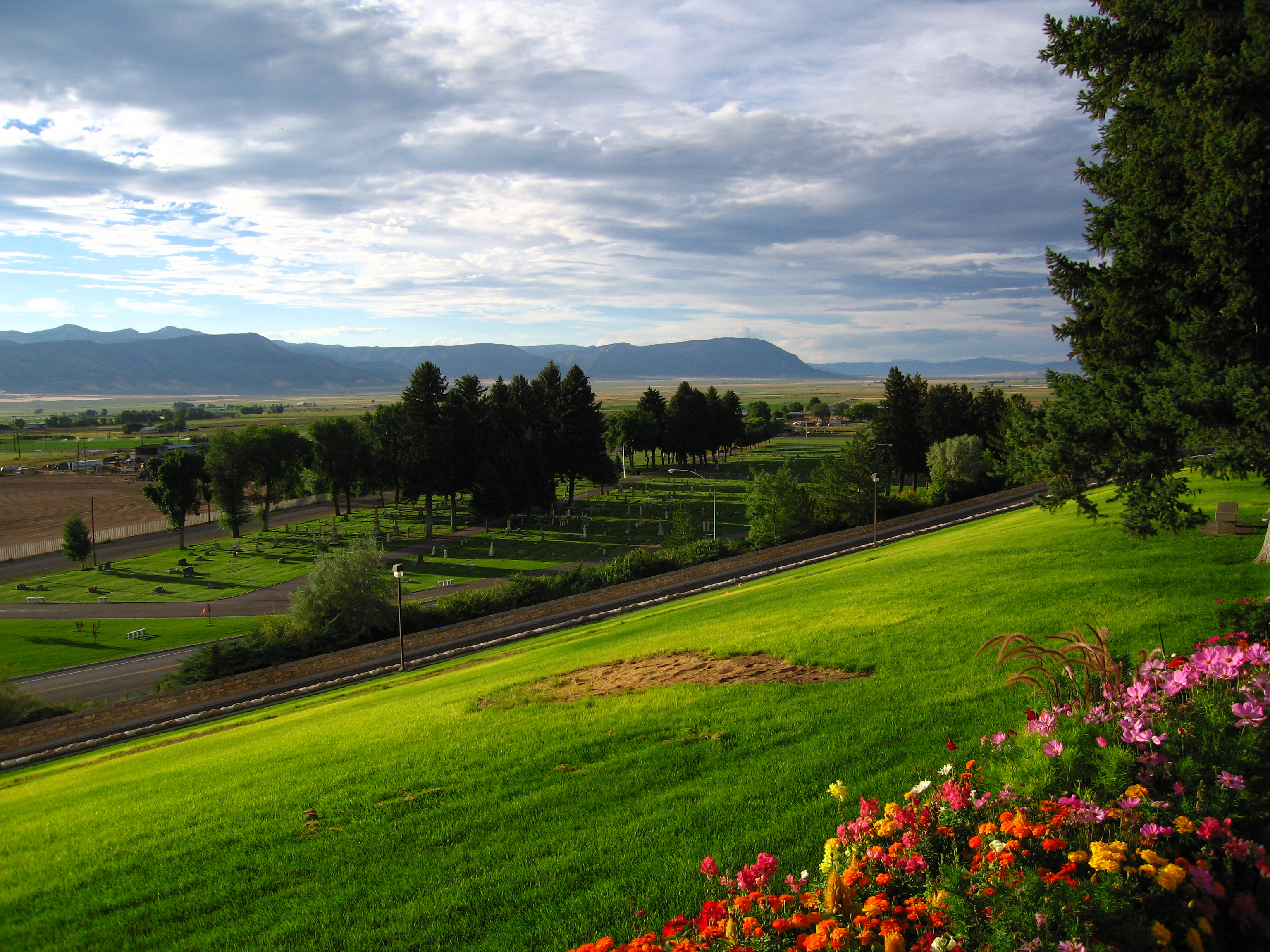
Le cimetière de Manti vu depuis Temple Hill.
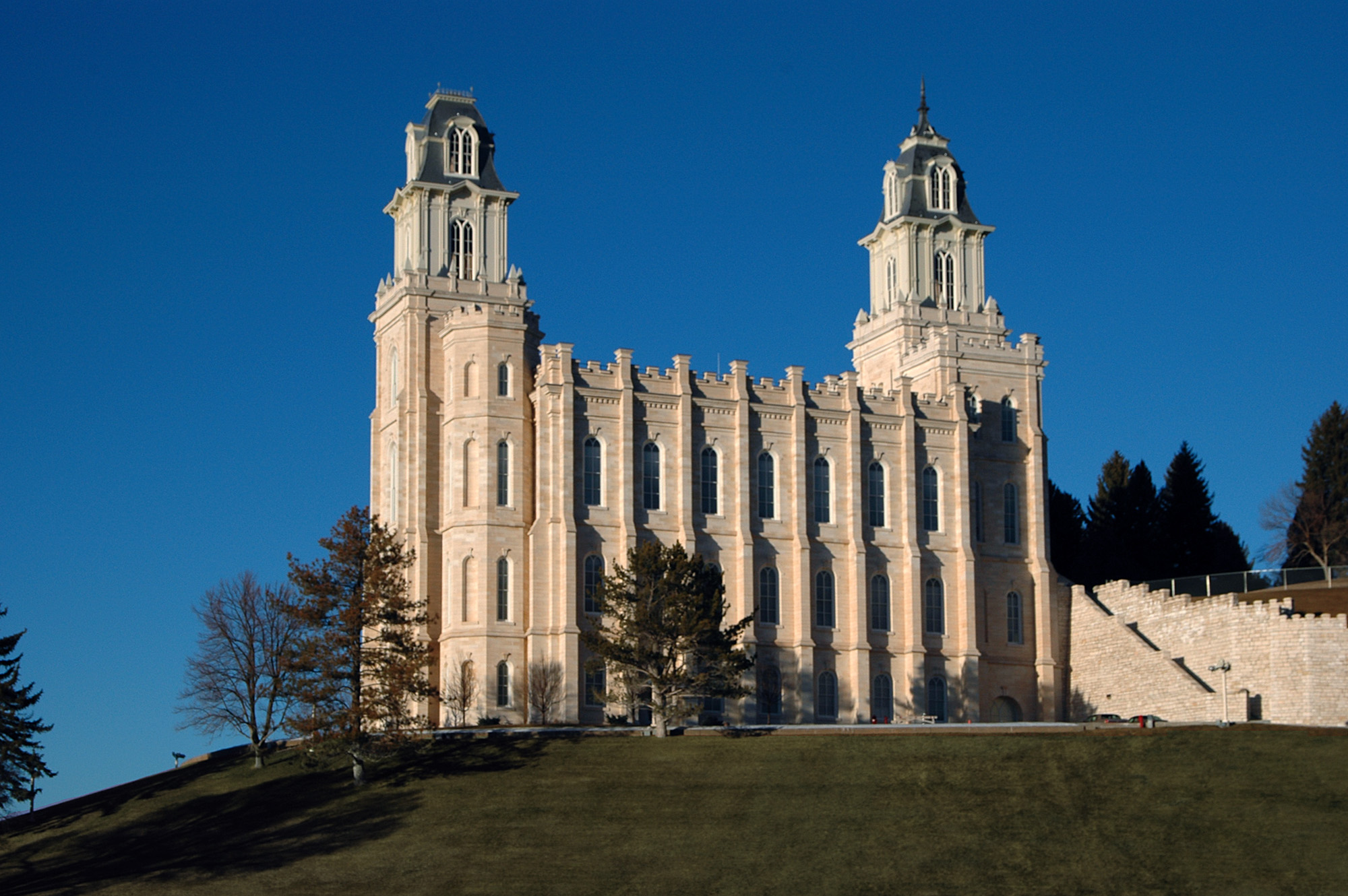
Le temple mormon de Manti.

## Source
- (en) Cet article est partiellement ou en totalité issu de l’article de Wikipédia en anglais intitulé « Manti, Utah » (voir la liste des auteurs).

1. ↑  (en) « Manti, UT Population - Census 2010 and 2000 », sur censusviewer.com.
2. ↑  (en) « Population of Utah - Census 2010 and 2000 », sur censusviewer.com.
3. ↑  (en) « Language spoken at home by ability to speak english for the population 5 years and over. Universe: Population 5 years and over. 2010-2014 American Community Survey 5-Year Estimates », sur factfinder.census.gov.